# European Le Mans Series 2014
Navigation
Édition précédente Édition suivante
L'European Le Mans Series 2014 (ELMS) est la onzième saison de ce championnat et se déroule du 19 avril au 19 octobre 2014 sur un total de cinq manches.
La compétition reprend le format de la saison précédente et la durée des courses passe de trois à quatre heures. Le Circuit d'Estoril retrouve la finale du championnat comme en 2011.

## Engagés

### LMP2
| Équipe                    | Voiture                  | Moteur                 | Pneu | no | Pilotes            | Manches |
| ------------------------- | ------------------------ | ---------------------- | ---- | -- | ------------------ | ------- |
| Sébastien Loeb Racing     | Oreca 03                 | Nissan VK45DE 4.5 L V8 | M    | 24 | Vincent Capillaire | 1–2     |
| Sébastien Loeb Racing     | Oreca 03                 | Nissan VK45DE 4.5 L V8 | M    | 24 | Jan Charouz        | 1–2     |
| Greaves Motorsport        | Zytek Z11SN              | Nissan VK45DE 4.5 L V8 | D    | 28 | James Littlejohn   | 1       |
| Greaves Motorsport        | Zytek Z11SN              | Nissan VK45DE 4.5 L V8 | D    | 28 | Tony Wells         | 1       |
| Greaves Motorsport        | Zytek Z11SN              | Nissan VK45DE 4.5 L V8 | D    | 28 | James Walker       | 1       |
| Greaves Motorsport        | Zytek Z11SN              | Nissan VK45DE 4.5 L V8 | D    | 41 | Tom Kimber-Smith   | 1–2     |
| Greaves Motorsport        | Zytek Z11SN              | Nissan VK45DE 4.5 L V8 | D    | 41 | Chris Dyson        | 1       |
| Greaves Motorsport        | Zytek Z11SN              | Nissan VK45DE 4.5 L V8 | D    | 41 | Matt McMurry       | 1–2     |
| Pegasus Racing            | Morgan LMP2              | Nissan VK45DE 4.5 L V8 | D    | 29 | Julien Schell      | 1–2     |
| Pegasus Racing            | Morgan LMP2              | Nissan VK45DE 4.5 L V8 | D    | 29 | Niki Leutwiler     | 1–2     |
| Pegasus Racing            | Morgan LMP2              | Nissan VK45DE 4.5 L V8 | D    | 29 | Jonathan Coleman   | 1–2     |
| Race Performance          | Oreca 03                 | Judd HK 3.6 L V8       | D    | 34 | Michel Frey        | 1–2     |
| Race Performance          | Oreca 03                 | Judd HK 3.6 L V8       | D    | 34 | Franck Mailleux    | 1–2     |
| Signatech Alpine          | Alpine (Oreca 03)        | Nissan VK45DE 4.5 L V8 | M D  | 36 | Paul-Loup Chatin   | 1–2     |
| Signatech Alpine          | Alpine (Oreca 03)        | Nissan VK45DE 4.5 L V8 | M D  | 36 | Nelson Panciatici  | 1–2     |
| Signatech Alpine          | Alpine (Oreca 03)        | Nissan VK45DE 4.5 L V8 | M D  | 36 | Oliver Webb        | 1–2     |
| Jota Sport                | Zytek Z11SN              | Nissan VK45DE 4.5 L V8 | D    | 38 | Simon Dolan        | 1–2     |
| Jota Sport                | Zytek Z11SN              | Nissan VK45DE 4.5 L V8 | D    | 38 | Harry Tincknell    | 1–2     |
| Jota Sport                | Zytek Z11SN              | Nissan VK45DE 4.5 L V8 | D    | 38 | Filipe Albuquerque | 1–2     |
| Newblood by Morand Racing | Morgan LMP2              | Judd HK 3.6 L V8       | D    | 43 | Christian Klien    | 1–2     |
| Newblood by Morand Racing | Morgan LMP2              | Judd HK 3.6 L V8       | D    | 43 | Gary Hirsch        | 1–2     |
| Newblood by Morand Racing | Morgan LMP2              | Judd HK 3.6 L V8       | D    | 43 | Romain Brandela    | 1–2     |
| Thiriet by TDS Racing     | Morgan LMP2 Ligier JS P2 | Nissan VK45DE 4.5 L V8 | D    | 46 | Pierre Thiriet     | 1–2     |
| Thiriet by TDS Racing     | Morgan LMP2 Ligier JS P2 | Nissan VK45DE 4.5 L V8 | D    | 46 | Ludovic Badey      | 1–2     |
| Thiriet by TDS Racing     | Morgan LMP2 Ligier JS P2 | Nissan VK45DE 4.5 L V8 | D    | 46 | Tristan Gommendy   | 1–2     |
| Murphy Prototypes         | Oreca 03                 | Nissan VK45DE 4.5 L V8 | D    | 48 | Rodolfo González   | 1–2     |
| Murphy Prototypes         | Oreca 03                 | Nissan VK45DE 4.5 L V8 | D    | 48 | Karun Chandhok     | 1–2     |
| Murphy Prototypes         | Oreca 03                 | Nissan VK45DE 4.5 L V8 | D    | 48 | Alex Kapadia       | 1       |
| Murphy Prototypes         | Oreca 03                 | Nissan VK45DE 4.5 L V8 | D    | 48 | Nathanaël Berthon  | 2       |
| Larbre Compétition        | Morgan LMP2              | Judd HK 3.6 L V8       | M    | 50 | Gustavo Yacamán    | 1       |
| Larbre Compétition        | Morgan LMP2              | Judd HK 3.6 L V8       | M    | 50 | Keiko Ihara        | 1       |

### LM GTE
| Équipe                  | Voiture                     | Moteur                | Pneu | no | Pilotes                  | Manches |
| ----------------------- | --------------------------- | --------------------- | ---- | -- | ------------------------ | ------- |
| AF Corse                | Ferrari 458 Italia GT2      | Ferrari 4.5 L V8      | M    | 54 | Piergiuseppe Perazzini   | 1–2     |
| AF Corse                | Ferrari 458 Italia GT2      | Ferrari 4.5 L V8      | M    | 54 | Marco Cioci              | 1–2     |
| AF Corse                | Ferrari 458 Italia GT2      | Ferrari 4.5 L V8      | M    | 54 | Michael Lyons            | 1–2     |
| AF Corse                | Ferrari 458 Italia GT2      | Ferrari 4.5 L V8      | M    | 55 | Duncan Cameron           | 1–2     |
| AF Corse                | Ferrari 458 Italia GT2      | Ferrari 4.5 L V8      | M    | 55 | Matt Griffin             | 1–2     |
| AF Corse                | Ferrari 458 Italia GT2      | Ferrari 4.5 L V8      | M    | 55 | Michele Rugolo           | 1       |
| AF Corse                | Ferrari 458 Italia GT2      | Ferrari 4.5 L V8      | M    | 55 | Mirko Venturi            | 2       |
| AF Corse                | Ferrari 458 Italia GT2      | Ferrari 4.5 L V8      | M    | 65 | Peter Mann               | 2       |
| AF Corse                | Ferrari 458 Italia GT2      | Ferrari 4.5 L V8      | M    | 65 | Lorenzo Casé             | 2       |
| AF Corse                | Ferrari 458 Italia GT2      | Ferrari 4.5 L V8      | M    | 65 | Raffaele Gianmaria       | 2       |
| AT Racing               | Ferrari 458 Italia GT2      | Ferrari 4.5 L V8      | M    | 56 | Alexander Talkanitsa Jr. | 1–2     |
| AT Racing               | Ferrari 458 Italia GT2      | Ferrari 4.5 L V8      | M    | 56 | Alexander Talkanitsa     | 1–2     |
| AT Racing               | Ferrari 458 Italia GT2      | Ferrari 4.5 L V8      | M    | 56 | Pierre Kaffer            | 1–2     |
| Team Sofrev ASP         | Ferrari 458 Italia GT2      | Ferrari 4.5 L V8      | M    | 58 | Fabien Barthez           | 1–2     |
| Team Sofrev ASP         | Ferrari 458 Italia GT2      | Ferrari 4.5 L V8      | M    | 58 | Anthony Pons             | 1–2     |
| Team Sofrev ASP         | Ferrari 458 Italia GT2      | Ferrari 4.5 L V8      | M    | 58 | Soheil Ayari             | 1–2     |
| JMW Motorsport          | Ferrari 458 Italia GT2      | Ferrari 4.5 L V8      | M    | 66 | Daniel McKenzie          | 1–2     |
| JMW Motorsport          | Ferrari 458 Italia GT2      | Ferrari 4.5 L V8      | M    | 66 | George Richardson        | 1–2     |
| JMW Motorsport          | Ferrari 458 Italia GT2      | Ferrari 4.5 L V8      | M    | 66 | Daniel Zampieri          | 1–2     |
| IMSA Performance Matmut | Porsche 911 GT3 RSR (997)   | Porsche 4.0 L Flat-6  | M    | 67 | Erik Maris               | 1–2     |
| IMSA Performance Matmut | Porsche 911 GT3 RSR (997)   | Porsche 4.0 L Flat-6  | M    | 67 | Jean-Marc Merlin         | 1–2     |
| IMSA Performance Matmut | Porsche 911 GT3 RSR (997)   | Porsche 4.0 L Flat-6  | M    | 67 | Éric Hélary              | 1–2     |
| IMSA Performance Matmut | Porsche 911 GT3 RSR (997)   | Porsche 4.0 L Flat-6  | M    | 76 | Raymond Narac            | 1–2     |
| IMSA Performance Matmut | Porsche 911 GT3 RSR (997)   | Porsche 4.0 L Flat-6  | M    | 76 | Nicolas Armindo          | 1–2     |
| IMSA Performance Matmut | Porsche 911 GT3 RSR (997)   | Porsche 4.0 L Flat-6  | M    | 76 | David Hallyday           | 1–2     |
| SMP Racing              | Ferrari 458 Italia GT2      | Ferrari 4.5 L V8      | M    | 72 | Andrea Bertolini         | 1–2     |
| SMP Racing              | Ferrari 458 Italia GT2      | Ferrari 4.5 L V8      | M    | 72 | Viktor Shaytar           | 1–2     |
| SMP Racing              | Ferrari 458 Italia GT2      | Ferrari 4.5 L V8      | M    | 72 | Sergey Zlobin            | 1–2     |
| Kessel Racing           | Ferrari 458 Italia GT2      | Ferrari 4.5 L V8      | M    | 80 | Michał Broniszewski      | 1–2     |
| Kessel Racing           | Ferrari 458 Italia GT2      | Ferrari 4.5 L V8      | M    | 80 | Giacomo Piccini          | 1–2     |
| Kessel Racing           | Ferrari 458 Italia GT2      | Ferrari 4.5 L V8      | M    | 81 | Thomas Kemenator         | 1–2     |
| Kessel Racing           | Ferrari 458 Italia GT2      | Ferrari 4.5 L V8      | M    | 81 | Matteo Cressoni          | 1–2     |
| Crubilé Sport           | Porsche 911 GT3 RSR (997)   | Porsche 4.0 L Flat-6  | M    | 82 | François Perrodo         | 1–2     |
| Crubilé Sport           | Porsche 911 GT3 RSR (997)   | Porsche 4.0 L Flat-6  | M    | 82 | Sébastien Crubilé        | 1–2     |
| Crubilé Sport           | Porsche 911 GT3 RSR (997)   | Porsche 4.0 L Flat-6  | M    | 82 | Emmanuel Collard         | 1–2     |
| Gulf Racing UK          | Aston Martin V8 Vantage GTE | Aston Martin 4.5 L V8 | M    | 85 | Roald Goethe             | 1–2     |
| Gulf Racing UK          | Aston Martin V8 Vantage GTE | Aston Martin 4.5 L V8 | M    | 85 | Stuart Hall              | 1–2     |
| Gulf Racing UK          | Aston Martin V8 Vantage GTE | Aston Martin 4.5 L V8 | M    | 85 | Daniel Brown             | 1–2     |
| Gulf Racing UK          | Porsche 911 GT3 RSR (997)   | Porsche 4.0 L Flat-6  | M    | 86 | Michael Wainwright       | 1–2     |
| Gulf Racing UK          | Porsche 911 GT3 RSR (997)   | Porsche 4.0 L Flat-6  | M    | 86 | Adam Carroll             | 1–2     |
| Gulf Racing UK          | Porsche 911 GT3 RSR (997)   | Porsche 4.0 L Flat-6  | M    | 86 | Ben Barker               | 1–2     |

### GTC
| Équipe                 | Voiture                 | Moteur                 | Pneu | no | Pilotes               | Manches |
| ---------------------- | ----------------------- | ---------------------- | ---- | -- | --------------------- | ------- |
| Sébastien Loeb Racing  | Audi R8 LMS ultra       | Audi 5.2 L V10         | M    | 51 | Henry Hassid          | 1       |
| Sébastien Loeb Racing  | Audi R8 LMS ultra       | Audi 5.2 L V10         | M    | 51 | Mike Parisy           | 1       |
| Sébastien Loeb Racing  | Audi R8 LMS ultra       | Audi 5.2 L V10         | M    | 51 | Olivier Lombard       | 1       |
| SMP Racing             | Ferrari 458 Italia GT3  | Ferrari 4.5 L V8       | M    | 57 | Boris Rotenberg       | 2       |
| SMP Racing             | Ferrari 458 Italia GT3  | Ferrari 4.5 L V8       | M    | 57 | Mika Salo             | 2       |
| SMP Racing             | Ferrari 458 Italia GT3  | Ferrari 4.5 L V8       | M    | 57 | Maurizio Mediani      | 2       |
| SMP Racing             | Ferrari 458 Italia GT3  | Ferrari 4.5 L V8       | M    | 71 | Kirill Ladygin        | 1–2     |
| SMP Racing             | Ferrari 458 Italia GT3  | Ferrari 4.5 L V8       | M    | 71 | Aleksey Basov         | 1–2     |
| SMP Racing             | Ferrari 458 Italia GT3  | Ferrari 4.5 L V8       | M    | 71 | Luca Persiani         | 1–2     |
| SMP Racing             | Ferrari 458 Italia GT3  | Ferrari 4.5 L V8       | M    | 73 | Olivier Beretta       | 1–2     |
| SMP Racing             | Ferrari 458 Italia GT3  | Ferrari 4.5 L V8       | M    | 73 | Devi Markozov         | 1–2     |
| SMP Racing             | Ferrari 458 Italia GT3  | Ferrari 4.5 L V8       | M    | 73 | Anton Ladygin         | 1–2     |
| Team Sofrev ASP        | Ferrari 458 Italia GT3  | Ferrari 4.5 L V8       | M    | 59 | Christophe Bourret    | 1–2     |
| Team Sofrev ASP        | Ferrari 458 Italia GT3  | Ferrari 4.5 L V8       | M    | 59 | Pascal Gibon          | 1–2     |
| Team Sofrev ASP        | Ferrari 458 Italia GT3  | Ferrari 4.5 L V8       | M    | 59 | Jean-Philippe Belloc  | 1–2     |
| Formula Racing         | Ferrari 458 Italia GT3  | Ferrari 4.5 L V8       | M    | 60 | Jan Magnussen         | 1       |
| Formula Racing         | Ferrari 458 Italia GT3  | Ferrari 4.5 L V8       | M    | 60 | Johnny Laursen        | 1–2     |
| Formula Racing         | Ferrari 458 Italia GT3  | Ferrari 4.5 L V8       | M    | 60 | Mikkel Mac            | 1–2     |
| Formula Racing         | Ferrari 458 Italia GT3  | Ferrari 4.5 L V8       | M    | 60 | Andrea Piccini        | 2       |
| AF Corse               | Ferrari 458 Italia GT3  | Ferrari 4.5 L V8       | M    | 62 | Yannick Mallegol      | 1–2     |
| AF Corse               | Ferrari 458 Italia GT3  | Ferrari 4.5 L V8       | M    | 62 | Howard Blank          | 1–2     |
| AF Corse               | Ferrari 458 Italia GT3  | Ferrari 4.5 L V8       | M    | 62 | Jean-Marc Bachelier   | 1–2     |
| AF Corse               | Ferrari 458 Italia GT3  | Ferrari 4.5 L V8       | M    | 63 | Mads Rasmussen        | 1–2     |
| AF Corse               | Ferrari 458 Italia GT3  | Ferrari 4.5 L V8       | M    | 63 | Dennis Lind           | 1       |
| AF Corse               | Ferrari 458 Italia GT3  | Ferrari 4.5 L V8       | M    | 63 | Ilya Melnikov         | 2       |
| AF Corse               | Ferrari 458 Italia GT3  | Ferrari 4.5 L V8       | M    | 94 | Thomas Flohr          | 2       |
| AF Corse               | Ferrari 458 Italia GT3  | Ferrari 4.5 L V8       | M    | 94 | Francesco Castellacci | 2       |
| AF Corse               | Ferrari 458 Italia GT3  | Ferrari 4.5 L V8       | M    | 95 | Adrien de Leener      | 1–2     |
| AF Corse               | Ferrari 458 Italia GT3  | Ferrari 4.5 L V8       | M    | 95 | Cédric Sbirrazzuoli   | 1–2     |
| Prospeed Competition   | Porsche 911 GT3 R (997) | Porsche 4.0 L Flat-6   | M    | 75 | Paul van Splunteren   | 1–2     |
| Prospeed Competition   | Porsche 911 GT3 R (997) | Porsche 4.0 L Flat-6   | M    | 75 | Maxime Soulet         | 1–2     |
| Prospeed Competition   | Porsche 911 GT3 R (997) | Porsche 4.0 L Flat-6   | M    | 75 | Gilles Vannelet       | 1–2     |
| Team Russia by Barwell | BMW Z4 GT3              | BMW 4.4 L V8           | M    | 78 | Leo Machitski         | 1–2     |
| Team Russia by Barwell | BMW Z4 GT3              | BMW 4.4 L V8           | M    | 78 | Timur Sardarov        | 1–2     |
| Team Russia by Barwell | BMW Z4 GT3              | BMW 4.4 L V8           | M    | 78 | Jonny Cocker          | 1–2     |
| Pro GT by Alméras      | Porsche 911 GT3 R (997) | Porsche 4.0 L Flat-6   | M    | 93 | Franck Perera         | 1–2     |
| Pro GT by Alméras      | Porsche 911 GT3 R (997) | Porsche 4.0 L Flat-6   | M    | 93 | Lucas Lasserre        | 1–2     |
| Pro GT by Alméras      | Porsche 911 GT3 R (997) | Porsche 4.0 L Flat-6   | M    | 93 | Eric Dermont          | 1–2     |
| Team Ukraine           | Ferrari 458 Italia GT3  | Ferrari 4.5 L V8       | M    | 96 | Andrii Kruglyk        | 1       |
| Team Ukraine           | Ferrari 458 Italia GT3  | Ferrari 4.5 L V8       | M    | 96 | Sergey Chukanov       | 1       |
| Team Ukraine           | Ferrari 458 Italia GT3  | Ferrari 4.5 L V8       | M    | 96 | Alessandro Pier Guidi | 1       |
| ART Grand Prix         | McLaren MP4-12C GT3     | McLaren 3.8 L Turbo V8 | M    | 98 | Kevin Korjus          | 1–2     |
| ART Grand Prix         | McLaren MP4-12C GT3     | McLaren 3.8 L Turbo V8 | M    | 98 | Grégoire Demoustier   | 1–2     |
| ART Grand Prix         | McLaren MP4-12C GT3     | McLaren 3.8 L Turbo V8 | M    | 98 | Yann Goudy            | 1–2     |
| ART Grand Prix         | McLaren MP4-12C GT3     | McLaren 3.8 L Turbo V8 | M    | 99 | Ricardo González      | 1–2     |
| ART Grand Prix         | McLaren MP4-12C GT3     | McLaren 3.8 L Turbo V8 | M    | 99 | Karim Ajlani          | 1–2     |
| ART Grand Prix         | McLaren MP4-12C GT3     | McLaren 3.8 L Turbo V8 | M    | 99 | Alex Brundle          | 1–2     |

## Calendrier[2]
| N° | Date         | Course                    | Circuit                       | Lieu         | État, Pays              |
| -- | ------------ | ------------------------- | ----------------------------- | ------------ | ----------------------- |
| 1  | 19 avril     | 4 Heures de Silverstone   | Circuit de Silverstone        | Silverstone  | Angleterre, Royaume-Uni |
| 2  | 18 mai       | 4 Heures d'Imola          | Autodromo Enzo e Dino Ferrari | Imola        | Italie                  |
| 3  | 20 juillet   | 4 Heures du Red Bull Ring | Red Bull Ring                 | Spielberg    | Autriche                |
| 4  | 14 septembre | 4 Heures du Castellet     | Circuit Paul Ricard           | Le Castellet | France                  |
| 5  | 19 octobre   | 4 Heures d'Estoril        | Circuit d'Estoril             | Estoril      | Portugal                |

## Résultats
| Manche | Circuit       | Équipe victorieuse LMP2                        | Équipe victorieuse GTE                        | Équipe victorieuse GTC                               | Résultats |
| Manche | Circuit       | Pilotes victorieux LMP2                        | Pilotes victorieux GTE                        | Pilotes victorieux GTC                               | Résultats |
| ------ | ------------- | ---------------------------------------------- | --------------------------------------------- | ---------------------------------------------------- | --------- |
| 1      | Silverstone   | Thiriet by TDS Racing                          | AF Corse                                      | Team Ukraine                                         | Résultats |
| 1      | Silverstone   | Pierre Thiriet Ludovic Badey Tristan Gommendy  | Duncan Cameron Matt Griffin Michele Rugolo    | Andrii Kruglyk Sergey Chukanov Alessandro Pier Guidi | Résultats |
| 2      | Imola         | Jota Sport                                     | SMP Racing                                    | Formula Racing                                       | Résultats |
| 2      | Imola         | Simon Dolan Harry Tincknell Filipe Albuquerque | Andrea Bertolini Viktor Shaytar Sergey Zlobin | Johnny Laursen Mikkel Mac Andrea Piccini             | Résultats |
| 3      | Red Bull Ring | Signatech Alpine                               | AF Corse                                      | SMP Racing                                           | Résultats |
| 3      | Red Bull Ring | Paul-Loup Chatin Nelson Panciatici Oliver Webb | Duncan Cameron Matt Griffin Michele Rugolo    | Kirill Ladygin Aleksey Basov (en) Luca Persiani (en) | Résultats |
| 4      | Paul Ricard   | Newblood by Morand Racing                      | AF Corse                                      | SMP Racing                                           | Résultats |
| 4      | Paul Ricard   | Christian Klien Gary Hirsch Pierre Ragues      | Duncan Cameron Matt Griffin Michele Rugolo    | Olivier Beretta Devi Markozov Kirill Ladygin         | Résultats |
| 5      | Estoril       | Sébastien Loeb Racing                          | SMP Racing                                    | BMW Sport Trophy Marc VDS                            | Résultats |
| 5      | Estoril       | Vincent Capillaire Jimmy Eriksson (en)         | Andrea Bertolini Viktor Shaytar Sergey Zlobin | Bas Leinders Markus Palttala Henry Hassid            | Résultats |

## Classement

### Attribution des points
| Système des points | Système des points | Système des points | Système des points | Système des points | Système des points | Système des points | Système des points | Système des points | Système des points | Système des points | Système des points |
| Position           | 1er                | 2e                 | 3e                 | 4e                 | 5e                 | 6e                 | 7e                 | 8e                 | 9e                 | 10e                | Au-delà            |
| ------------------ | ------------------ | ------------------ | ------------------ | ------------------ | ------------------ | ------------------ | ------------------ | ------------------ | ------------------ | ------------------ | ------------------ |
| Points             | 25                 | 18                 | 15                 | 12                 | 10                 | 8                  | 6                  | 4                  | 2                  | 1                  | 0.5                |

### Championnats équipes

#### Championnat équipes LMP2

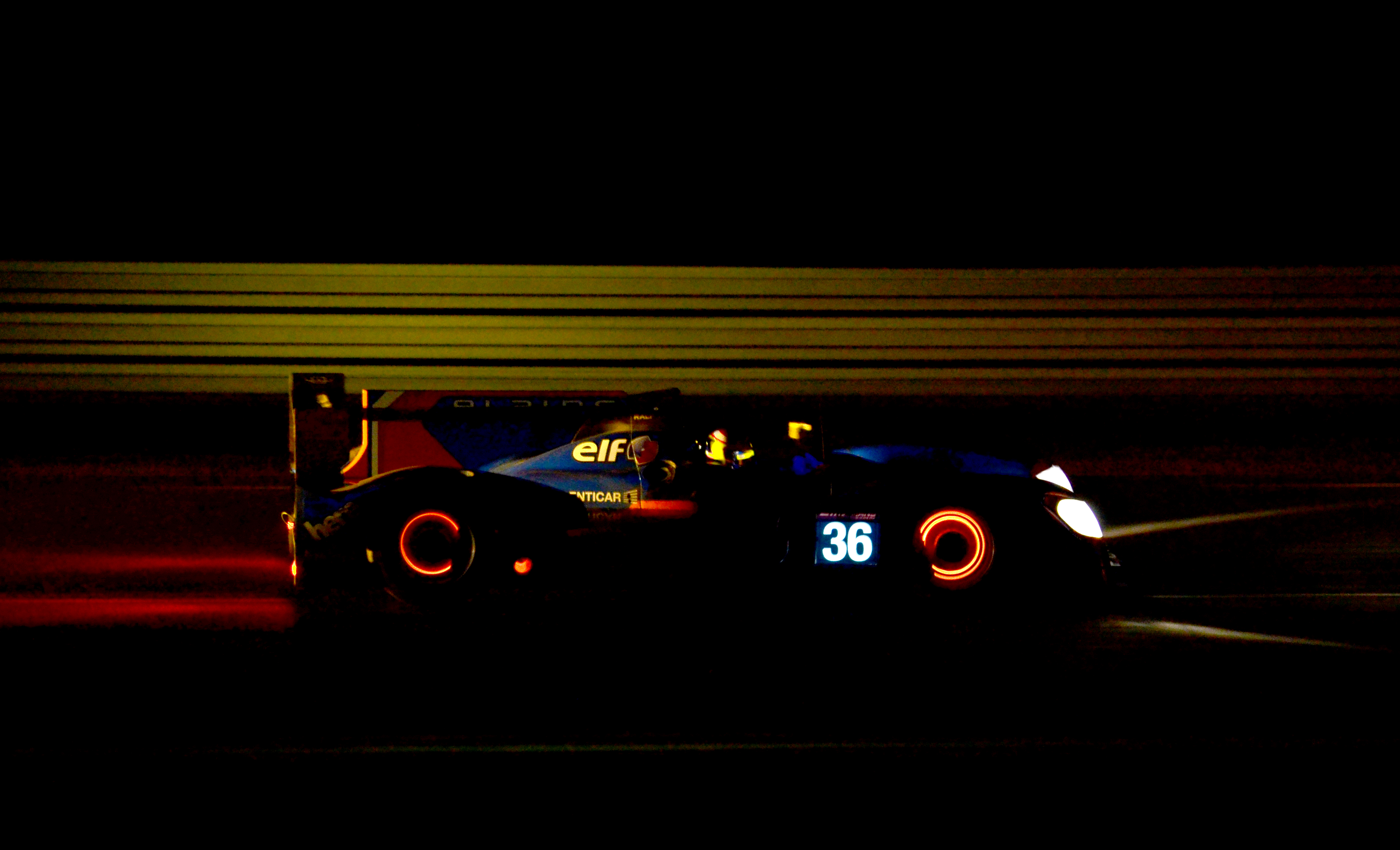
L'Alpine A450 no 36 de l'écurie Signatech durant la nuit

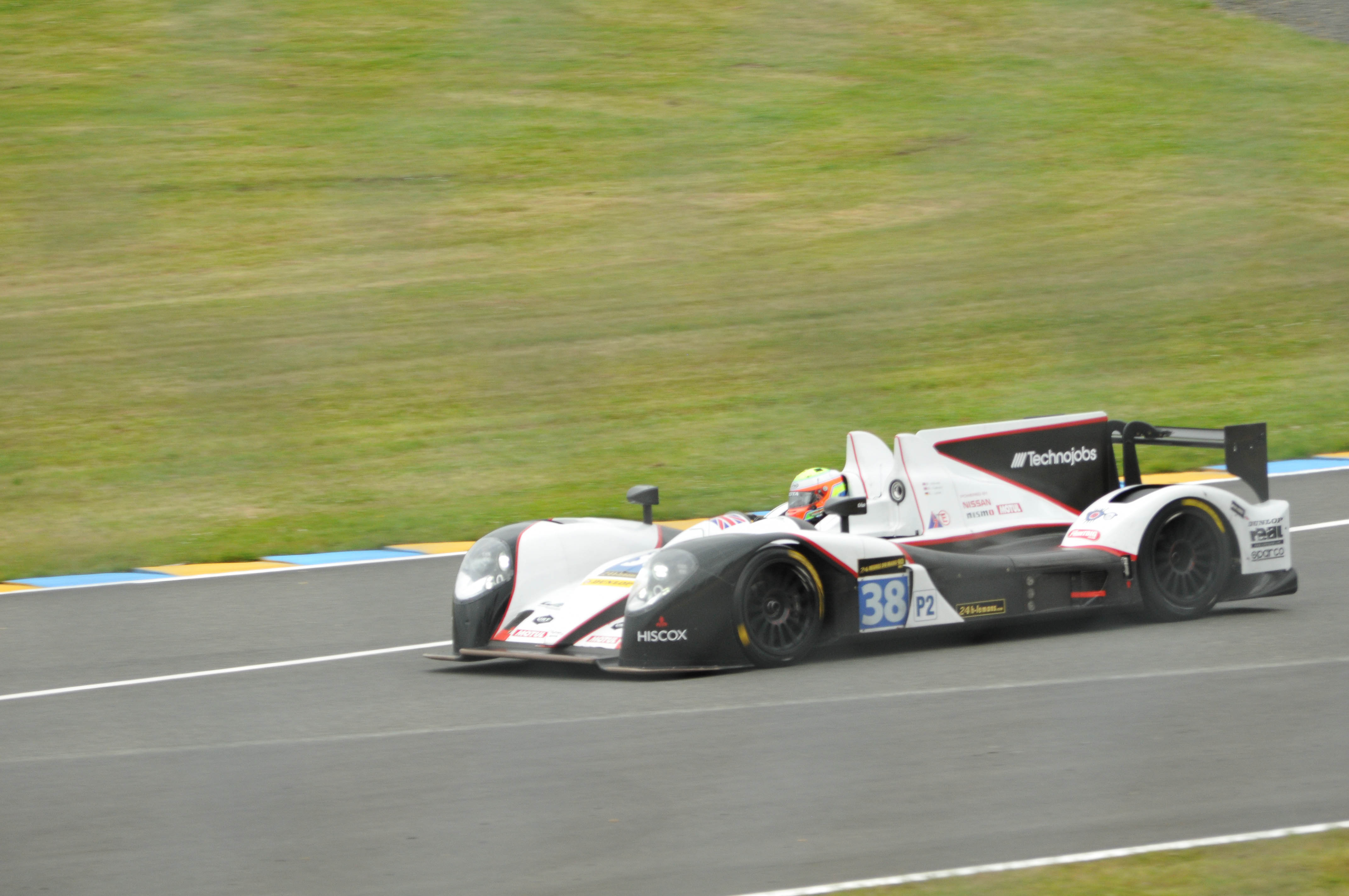
La Zytek Z11SN no 38 de l'écurie Jota Sport

| Pos. | Écurie                           | Voiture     | SIL | IMO | RBR | LEC | EST | Total |
| ---- | -------------------------------- | ----------- | --- | --- | --- | --- | --- | ----- |
| 1    | no 36 Signatech Alpine           | Alpine A450 | 5   | 3   | 1   | 2   | 5   | 78    |
| 2    | no 38 Jota Sport                 | Zytek Z11SN | Ab. | 1   | 2   | 4   | 3   | 74    |
| 3    | no 43 Newblood par Morand Racing | Morgan LMP2 | 3   | Ab. | 5   | 1   | 2   | 68    |
| 4    | no 24 Sébastien Loeb Racing      | Oreca 03    | 7   | 2   |     | 6   | 1   | 57    |
| 5    | no 34 Race Performance           | Oreca 03    | 2   | 7   | 3   | 7   | 4   | 57    |
| 6    | no 41 Greaves Motorsport         | Zytek Z11SN | 4   | 4   | 6   | Ab. | 7   | 38    |
| 7    | no 46 Thiriet par TDS Racing     | Oreca 03    | 1   | 5   | Ab. | Ab. | Ab. | 35    |
| 8    | no 28 Greaves Motorsport         | Zytek Z11SN | 6   |     | 4   | 5   | Ab. | 30    |
| 9    | no 48 Murphy Prototypes          | Oreca 03    | 9   | Ab. |     | 3   | 6   | 28    |
| 10   | no 29 Pegasus Racing             | Morgan LMP2 | Ab. | 6   | 7   | Ab. | 8   | 18    |
| 11   | no 50 Larbre Compétition         | Morgan LMP2 | 10  |     |     |     |     | 2     |

| Couleur | Résultat                     |
| ------- | ---------------------------- |
| Or      | Vainqueur                    |
| Argent  | 2e place                     |
| Bronze  | 3e place                     |
| Vert    | Terminé, dans les points     |
| Bleu    | Terminé, pas dans les points |
| Violet  | Abandon (Ab.) ou (Ret)       |
| Violet  | Non classé (NC)              |
| Rouge   | Pas qualifié (DNQ)           |
| Noir    | Disqualifié (DSQ)            |
| Blanc   | Pas au départ (DNS)          |
| Blanc   | Forfait (WD)                 |
| Blanc   | N'a pas participé (DNP)      |
| Blanc   | Blessé (INJ)                 |
| Blanc   | Exclu (EX)                   |
| Blanc   | Course annulée (C)           |

#### Championnat équipes LMGTE

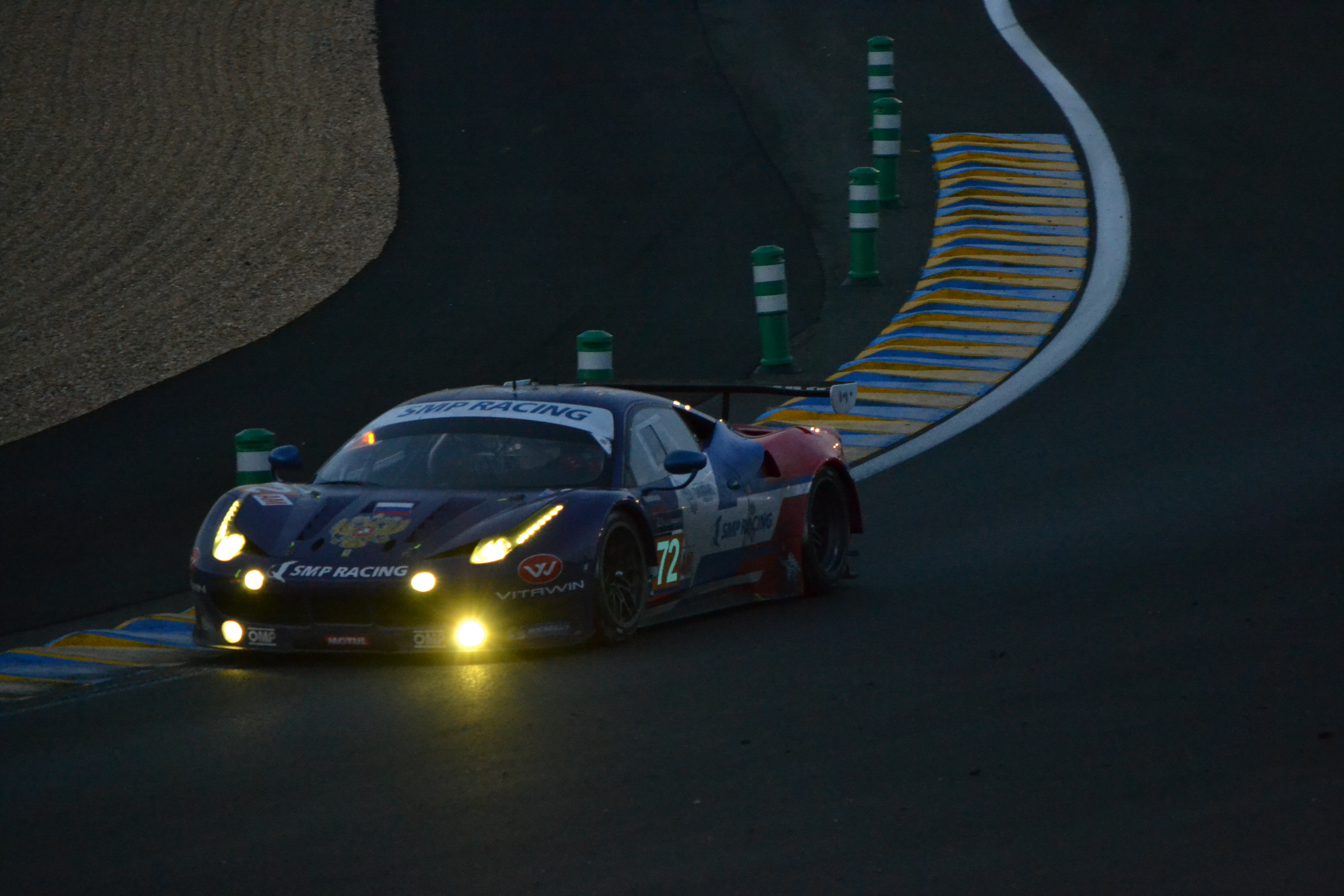
La Ferrari 458 Italia GT2 no 72 de l'écurie SMP Racing

| Pos. | Écurie                        | Voiture                     | SIL | IMO | RBR | LEC | EST | Total |
| ---- | ----------------------------- | --------------------------- | --- | --- | --- | --- | --- | ----- |
| 1    | no 72 SMP Racing              | Ferrari 458 Italia GT2      | 2   | 1   | 6   | 7   | 1   | 85    |
| 2    | no 55 AF Corse                | Ferrari 458 Italia GT2      | 1   | 7   | 1   | 1   | 11  | 81.5  |
| 3    | no 66 JMW Motorsport          | Ferrari 458 Italia GT2      | 5   | 3   | 3   | 3   | 3   | 70    |
| 4    | no 56 AT Racing               | Ferrari 458 Italia GT2      | 4   | 4   | 4   | 2   | 6   | 62    |
| 5    | no 54 AF Corse                | Ferrari 458 Italia GT2      | 6   | Ab. | 5   | 4   | 2   | 48    |
| 6    | no 81 Kessel Racing           | Ferrari 458 Italia GT2      | 13  | 2   | 2   | 9   |     | 39.5  |
| 7    | no 76 IMSA Performance Matmut | Porsche 911 GT3 RSR         | 3   | 6   | Ab. | 8   | 9   | 29    |
| 8    | no 86 Gulf Racing UK          | Porsche 997 GT3 RSR         | 9   | 8   | 9   | 6   | 4   | 28    |
| 9    | no 85 Gulf Racing UK          | Aston Martin V8 Vantage GTE | 11  | 9   | 7   | 10  | 5   | 20.5  |
| 10   | no 58 Team SOFREV-ASP         | Ferrari 458 Italia GT2      | 7   | 5   | 10  | Ab. | Ab. | 17    |
| 11   | no 80 Kessel Racing           | Ferrari 458 Italia GT2      | 10  | Ab. |     | 5   | 7   | 17    |
| 12   | no 70 AF Corse                | Ferrari 458 Italia GT2      |     |     | 8   | Ab. | 8   | 8     |
| 13   | no 82 Crubilé Sport           | Porsche 911 GT3 RSR         | 8   | 10  |     |     |     | 5     |
| 14   | no 67 IMSA Performance Matmut | Porsche 911 GT3 RSR         | 12  | 11  | 12  | 11  | 10  | 3     |
| 15   | no 65 AF Corse                | Ferrari 458 Italia GT3      |     | 12  |     |     |     | 0.5   |
| 16   | no 77 Proton Competition      | Porsche 911 GT3 RSR         |     |     | 11  |     |     | 0.5   |

| Couleur | Résultat                     |
| ------- | ---------------------------- |
| Or      | Vainqueur                    |
| Argent  | 2e place                     |
| Bronze  | 3e place                     |
| Vert    | Terminé, dans les points     |
| Bleu    | Terminé, pas dans les points |
| Violet  | Abandon (Ab.) ou (Ret)       |
| Violet  | Non classé (NC)              |
| Rouge   | Pas qualifié (DNQ)           |
| Noir    | Disqualifié (DSQ)            |
| Blanc   | Pas au départ (DNS)          |
| Blanc   | Forfait (WD)                 |
| Blanc   | N'a pas participé (DNP)      |
| Blanc   | Blessé (INJ)                 |
| Blanc   | Exclu (EX)                   |
| Blanc   | Course annulée (C)           |

#### Championnat équipes GTC
| Pos. | Écurie                          | Voiture                | SIL | IMO | RBR | LEC | EST | Total |
| ---- | ------------------------------- | ---------------------- | --- | --- | --- | --- | --- | ----- |
| 1    | no 73 SMP Racing                | Ferrari 458 Italia GT3 | 2   | 2   | 2   | 1   | 3   | 94    |
| 2    | no 60 Formula Racing            | Ferrari 458 Italia GT3 | 3   | 1   | 11  | 2   | 2   | 78.5  |
| 3    | no 71 SMP Racing                | Ferrari 458 Italia GT3 | Ab. | 3   | 1   | 4   | 4   | 67    |
| 4    | no 98 ART Grand Prix            | McLaren MP4-12C GT3    | 7   | 8   | 5   | 3   | 5   | 45    |
| 5    | no 99 ART Grand Prix            | McLaren MP4-12C GT3    | 5   | 4   | 4   | 8   | Ab. | 38    |
| 6    | no 95 AF Corse                  | Ferrari 458 Italia GT3 | 12  | 12  | 3   | 5   | 7   | 32    |
| 7    | no 96 Team Ukraine              | Ferrari 458 Italia GT3 | 1   |     |     |     |     | 25    |
| 8    | no 87 BMW Sport Trophy Marc VDS | BMW Z4 GT3             |     |     |     |     | 1   | 25    |
| 9    | no 78 Team Russia by Barwell    | BMW Z4 GT3             | 4   | 9   | Ab. | 10  | 6   | 23    |
| 10   | no 63 AF Corse                  | Ferrari 458 Italia GT3 | 10  | 6   | 7   | 12  | 8   | 19.5  |
| 11   | no 93 Pro GT by Alméras         | Porsche 911 GT3 R      | 8   | 11  | 6   | 7   |     | 18.5  |
| 12   | no 94 AF Corse                  | Ferrari 458 Italia GT3 |     | 7   |     | 6   |     | 14    |
| 13   | no 59 Team SOFREV-ASP           | Ferrari 458 Italia GT3 | 11  | 5   | 10  | 13  | 10  | 13    |
| 14   | no 51 Sébastien Loeb Racing     | Audi R8 LMS ultra      | 6   |     |     |     |     | 8     |
| 15   | no 75 Prospeed Competition      | Porsche 911 GT3 R      | 9   | Ab. | 8   | 9   | Ab. | 8     |
| 16   | no 57 SMP Racing                | Ferrari 458 Italia GT3 |     | 10  | 9   | 11  | 11  | 4     |
| 17   | no 92 Ombra Racing (en)         | Ferrari 458 Italia GT3 |     |     |     | 14  | 9   | 2.5   |
| 18   | no 62 AF Corse                  | Ferrari 458 Italia GT3 | 13  | 13  |     |     |     | 1     |

| Couleur | Résultat                     |
| ------- | ---------------------------- |
| Or      | Vainqueur                    |
| Argent  | 2e place                     |
| Bronze  | 3e place                     |
| Vert    | Terminé, dans les points     |
| Bleu    | Terminé, pas dans les points |
| Violet  | Abandon (Ab.) ou (Ret)       |
| Violet  | Non classé (NC)              |
| Rouge   | Pas qualifié (DNQ)           |
| Noir    | Disqualifié (DSQ)            |
| Blanc   | Pas au départ (DNS)          |
| Blanc   | Forfait (WD)                 |
| Blanc   | N'a pas participé (DNP)      |
| Blanc   | Blessé (INJ)                 |
| Blanc   | Exclu (EX)                   |
| Blanc   | Course annulée (C)           |